# Doris dalmatien
Peltodoris atromaculata
Espèce
Synonymes
- Discodoris atromaculata (Bergh, 1880) 
(obsolète depuis 2002[1],[2])

Le doris dalmatien (Peltodoris atromaculata) est une espèce de mollusques nudibranches de la famille des Discodorididae. Il est aussi parfois nommé « doris maculé » ou « doris léopard ».

## Description

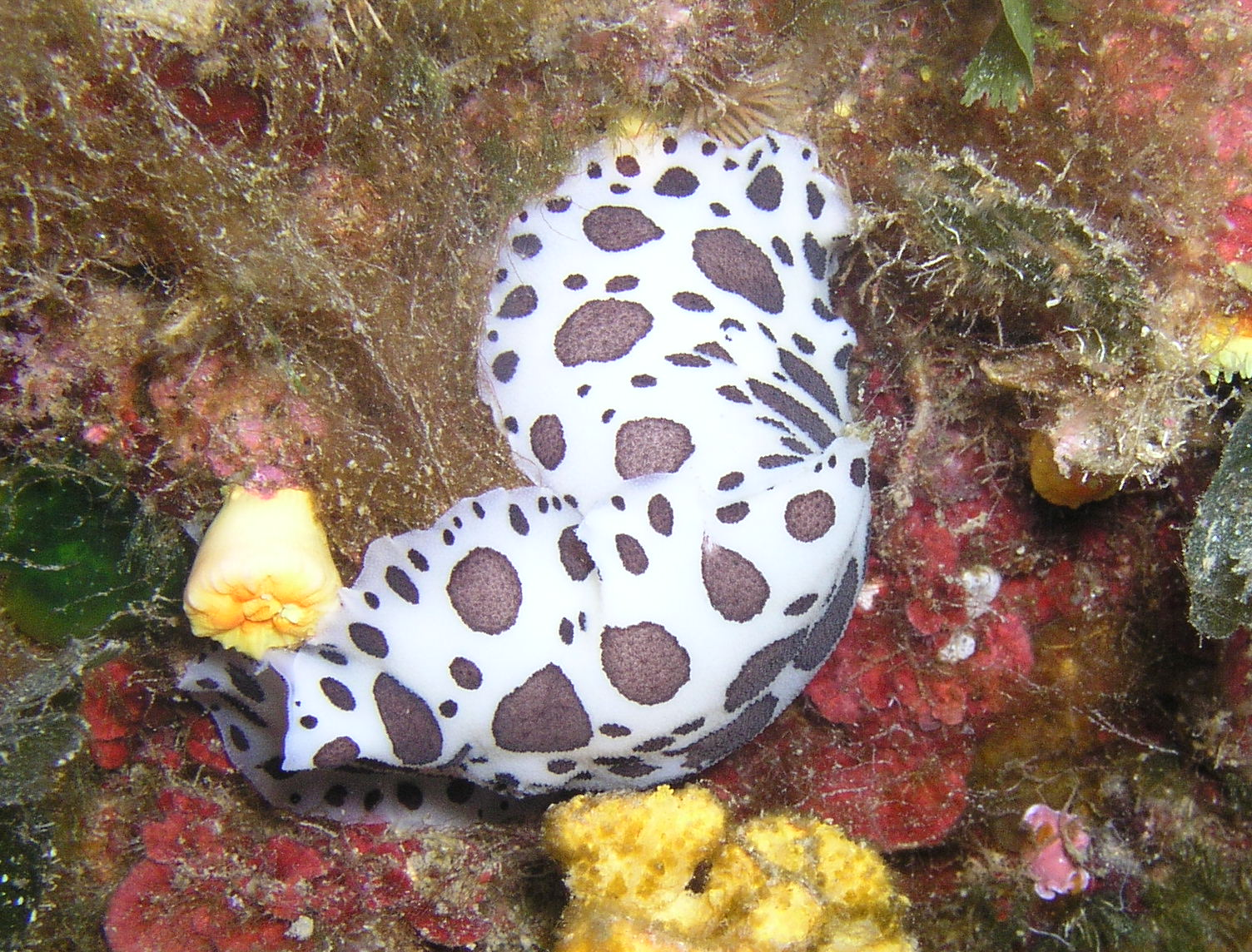
Couple en Méditerranée.

Le doris dalmatien est facilement reconnaissable à son corps ovale et plat qui est recouvert de taches brunes sur fond blanc. Il mesure de 5 à 12 centimètres maximum. Le panache branchial, en forme de plume, et les rhinophores lamellés sont blancs et se rétractent à la moindre alerte. 

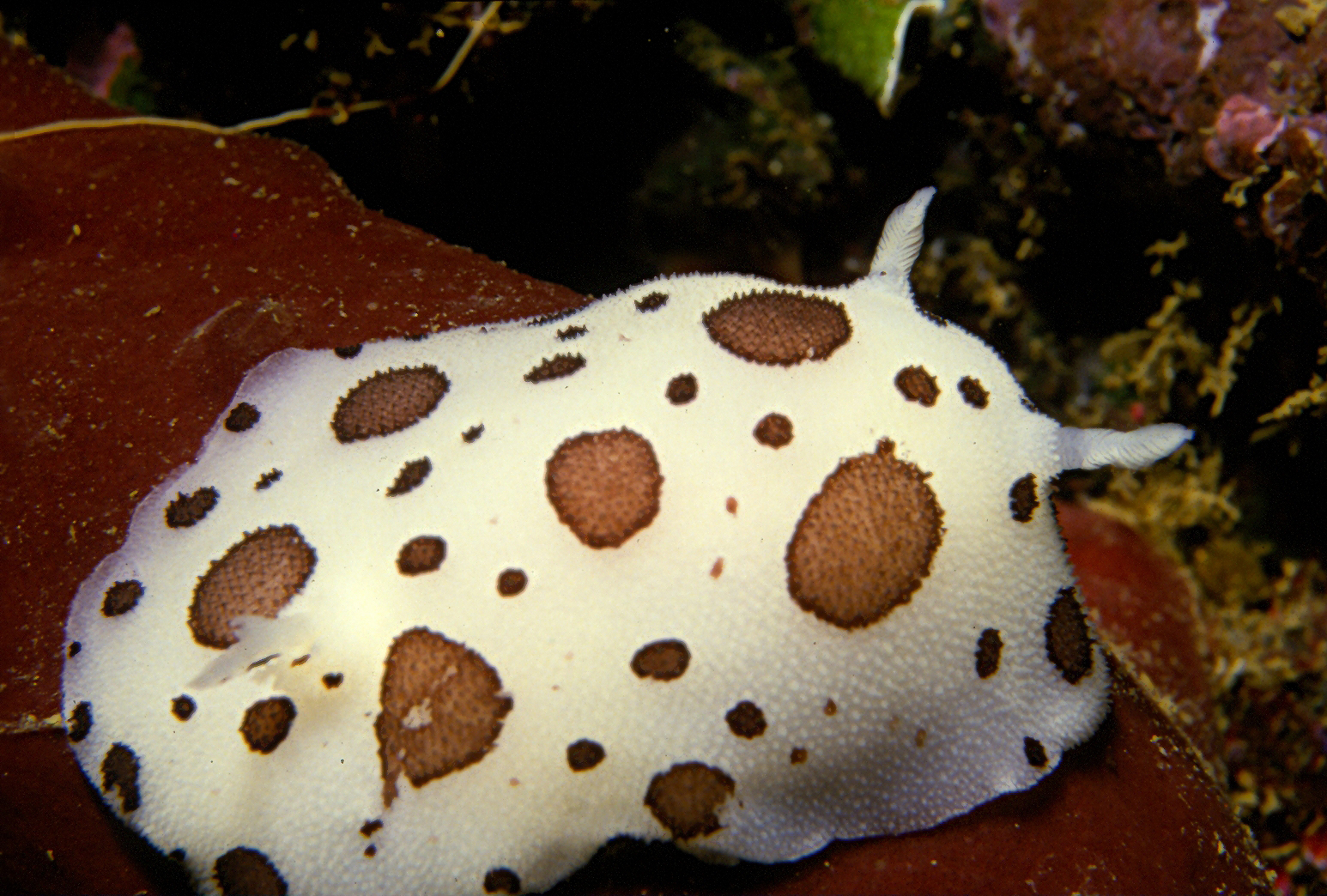
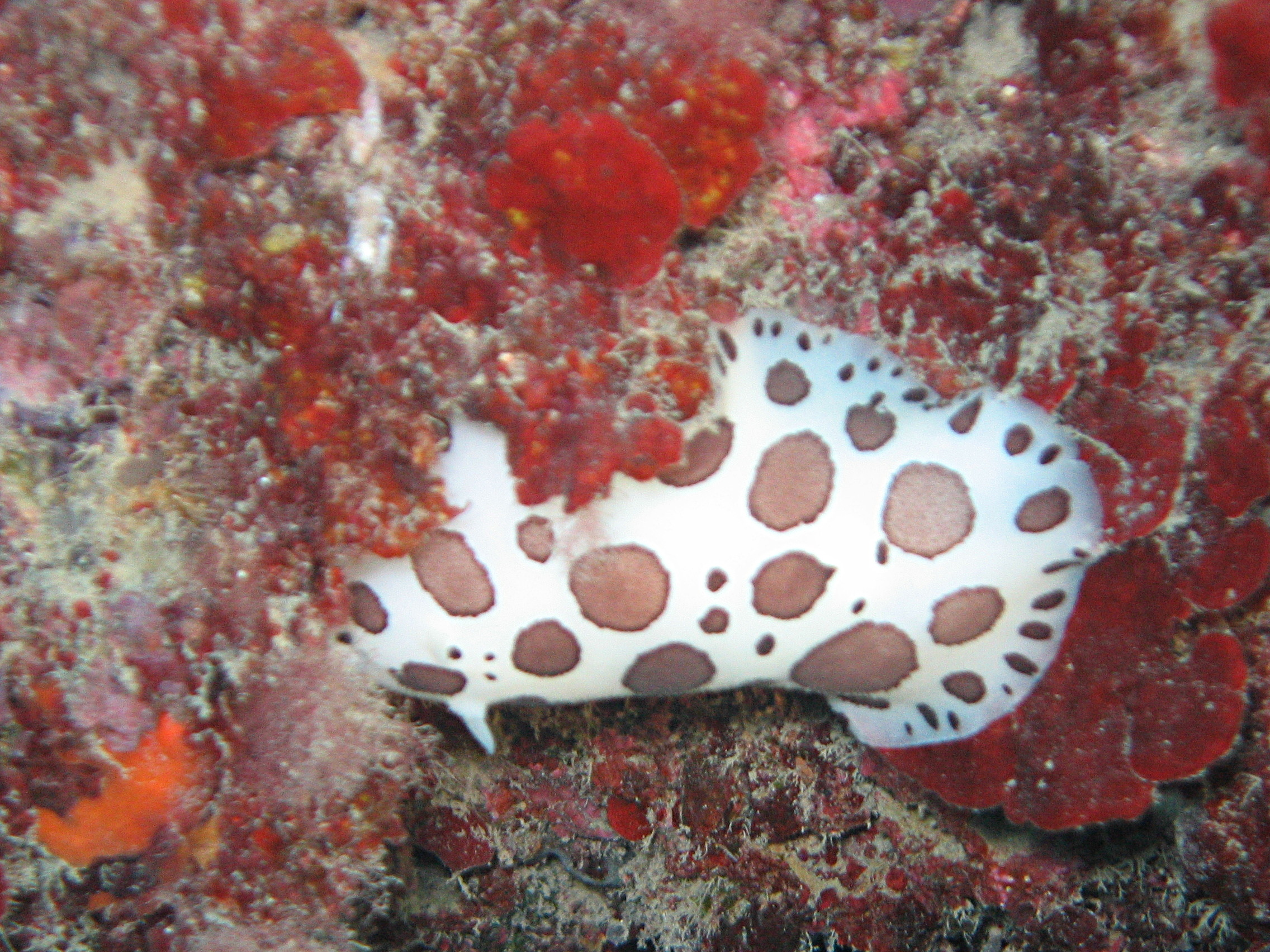
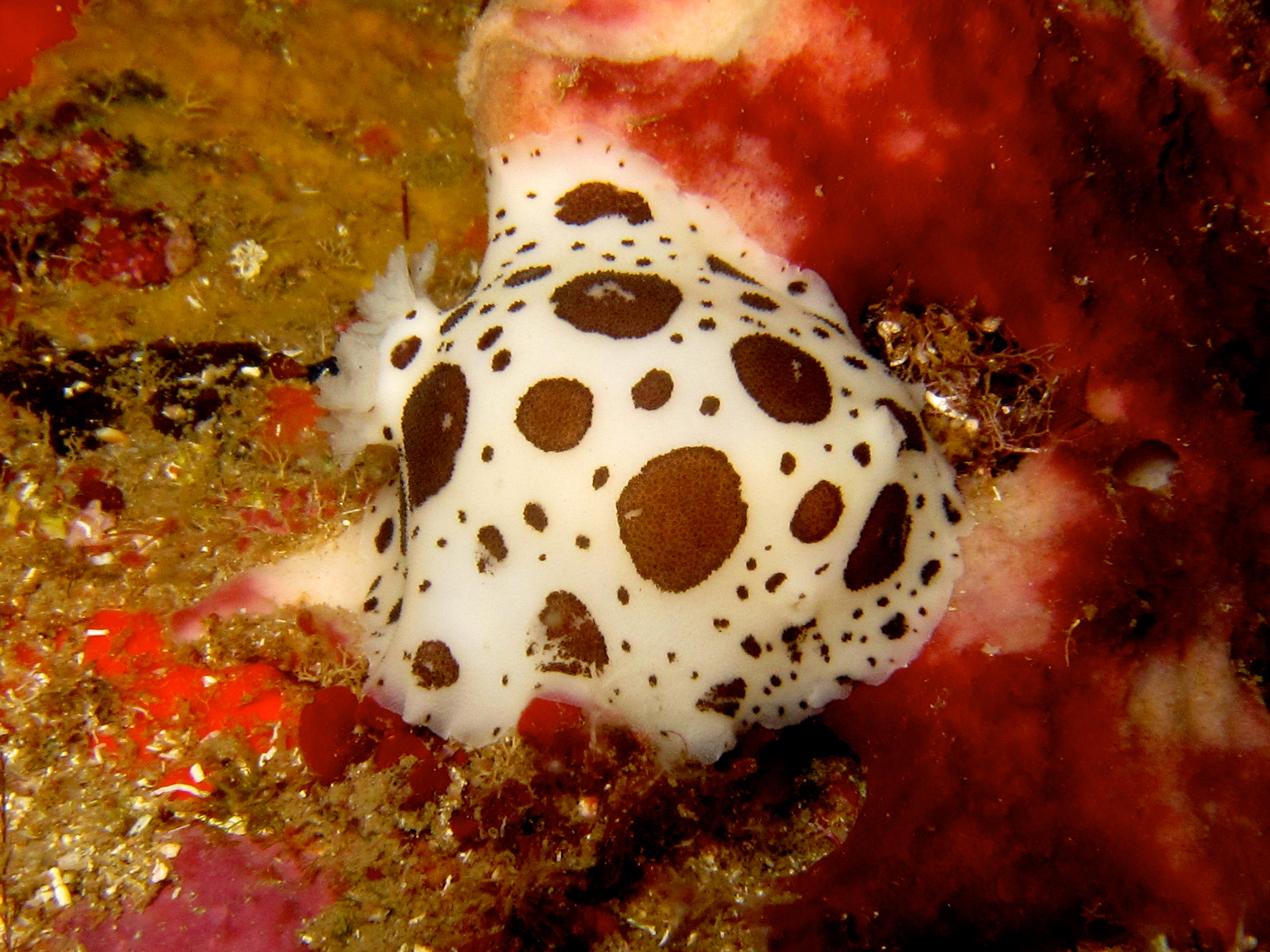
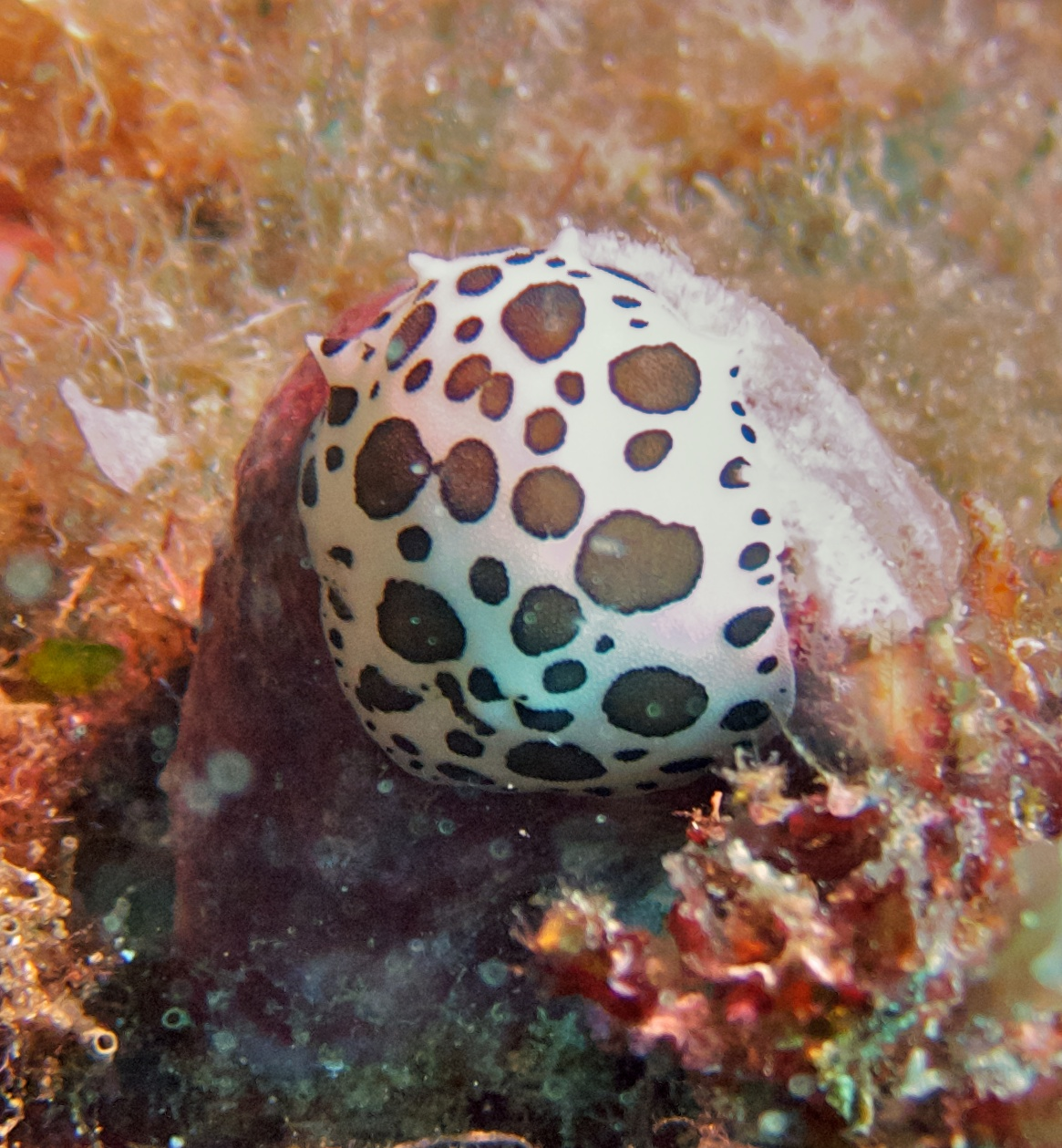
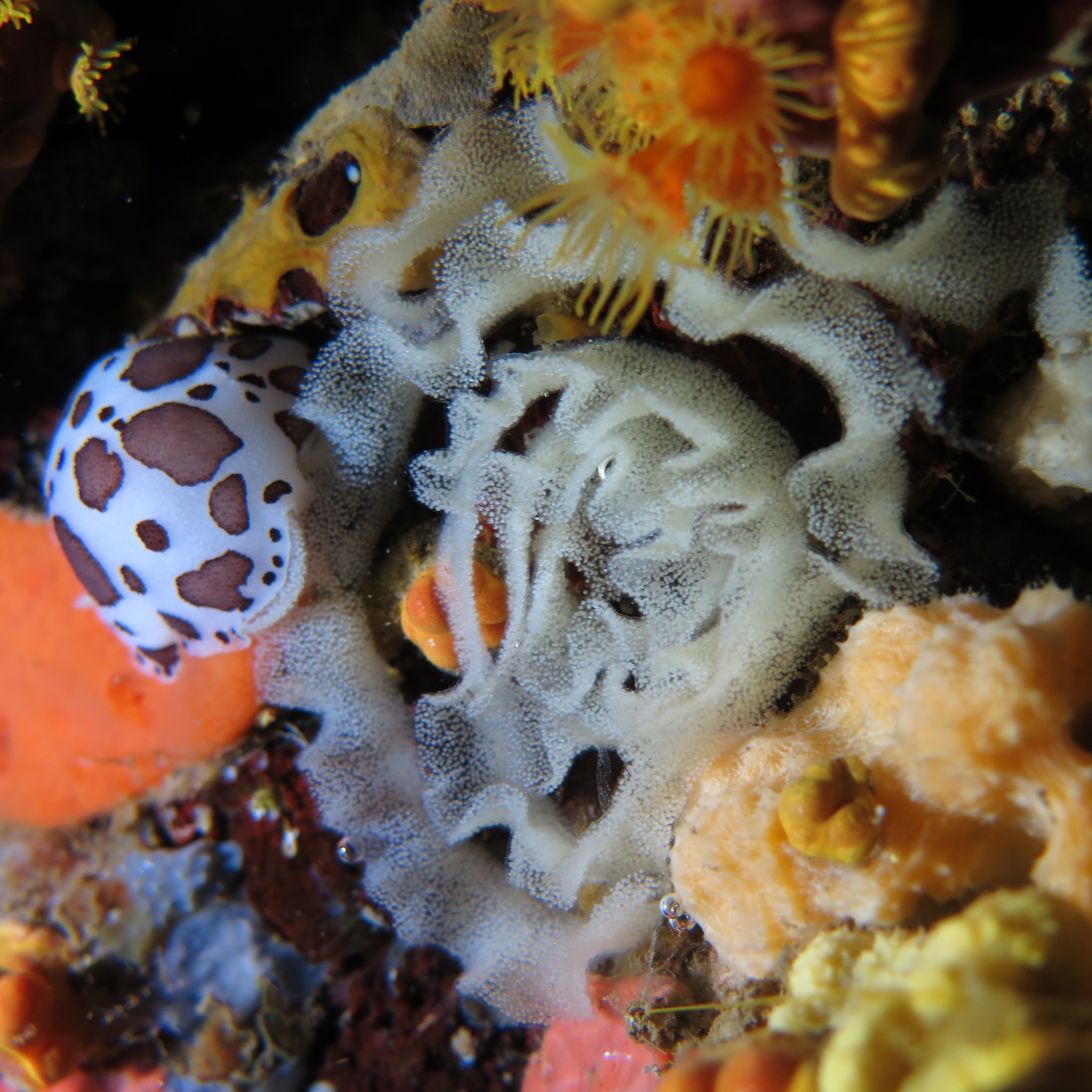
Ponte

## Biotope
Le doris dalmatien vit principalement en Méditerranée mais a aussi été observé dans l'océan Atlantique proche (côte basque, îles Canaries). Il vit principalement dans les zones sombres telles que les grottes et les surplombs, sur l'éponge Petrosia ficiformis (it) dont il se nourrit.

## Biologie
Cette espèce se nourrit principalement d'éponges (notamment Petrosia ficiformis). 
La reproduction est sexuée (mais les deux partenaires sont hermaphrodites, l'échange de gamètes est donc à double sens), et la ponte prend la forme d'un ruban blanc enroulé. 
Pour se défendre, ce nudibranche peut émettre des substances répulsives et toxiques dans l'eau, tout en rétractant rhinophores et branchies pour les protéger. Des spicules minéraux sont présents dans sa peau pour le rendre immangeable, et en cas de danger extrême cet animal est également capable d'autotomie.

## Étymologie
Le nom scientifique vient du grec pelta (« pelte », petit bouclier en forme de croissant) et de Doris, d'après la nymphe éponyme. Atromaculata vient du latin atr (« noir ») et maculatus (« tacheté »), il s'agit donc d'un doridien à points noirs.

Le nom français vient du motif de son manteau, similaire à la robe du dalmatien.

Tout d'abord catégorisé dans le genre Discodoris, le nudibranche est déplacé dans le genre Peltodoris par A. Valdès en 2002, sur la base de critères anatomiques,.

## Espèces similaires
Avec son manteau très spécifique le doris dalmatien peut difficilement être confondu avec une autre espèce dans son aire de répartition. Les autres espèces du genre Peltodoris ne présentent pas de ressemblance particulière.